# Pierre Nogaret
Pour les articles homonymes, voir Nogaret (homonymie).
Ne pas confondre avec Pierre de Nogaret.
Pierre Nogaret, célèbre menuisier en sièges lyonnais du XVIIIe siècle, est né à Paris en 1718 et mort à Lyon le 23 août 1771. 

## Biographie

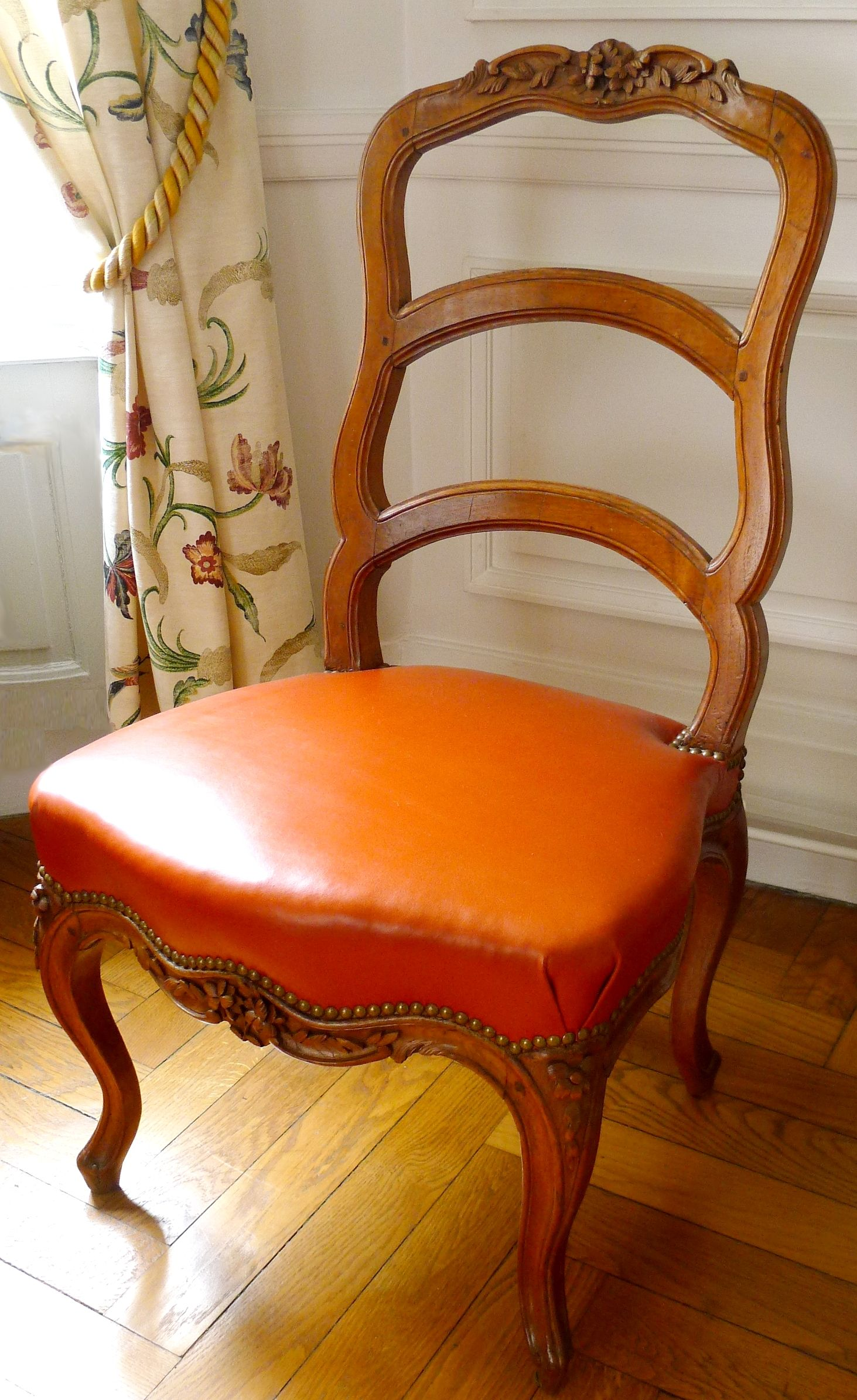
Chaise à barrettes bernoise en noyer, estampillée de Pierre Nogaret.

Son père, Jacques Nogaret, déjà décédé au moment de son mariage à Lyon le 16 février 1744 avec Anne Muguet (église Saint-Pierre-le-Vieux), était cardeur de laine à Paris. Il fit son apprentissage à Paris, vraisemblablement auprès du maître parisien Louis Cresson. C’est en 1744 qu’il s’installa à Lyon comme compagnon de François Girard (c. 1713-1779 ; maître en 1742) avant d’accéder à la maîtrise des menuisiers en 1745.
Sa femme, Anne Muguet, lui donnera 15 enfants en 17 ans. Le sculpteur et menuisier en sièges François Canot, également originaire de Paris, deviendra son beau-frère en épousant Jeanne Marie Muguet sa belle-sœur originaire de Saint-Symphorien-de-Lay.
Installé dans une maison du chapitre de la cathédrale Saint-Jean, à côté de l’église Saint-Pierre-le-Vieux, c’est là qu’il exercera son métier de menuisier durant plus de vingt ans. Son fonds d’atelier sera vendu le 29 septembre 1772 par sa veuve à son confrère Nicolas Parmantier. La liste des meubles était alors constituée de 297 pièces, essentiellement des fauteuils et des chaises.

## Production
Sa production, exclusivement de styles Régence et Louis XV, se compose principalement de sièges à dossier plat (sur un plan trapézoïdal) et en cabriolet (en hotte sur un plan semi-circulaire). Ces sièges sont pour une part importante en noyer naturel, certains sont en hêtre (type de bois davantage utilisé par les artisans parisiens). Du point de vue stylistique, à la différence de Paris, la qualité est homogène et marquée par un puissant maniement des courbes que met en évidence une forte mouluration à double filet. On notera un trait relativement fréquent sur les fauteuils : la console d’accotoir dite « en coup de fouet », c’est-à-dire formant une puissante torsion partant du haut pour s’ouvrir vers le bas. 
Techniquement, les sièges en cabriolet – pratiquement toujours en noyer – comportent deux caractères qui se retrouveront dans la production de la plupart de ses confrères : « élégissement » ou amincissement fonctionnel de la ceinture (destiné à alléger le siège afin de le rendre plus maniable) et présence d’une barre de renfort sous l’assise. Ces dispositions ne se retrouveront que sur les sièges garnis et non sur les modèles cannés. De même, et sur certains sièges à dossier plat seulement, on rencontre un trait exclusif : la présence d’un ergot triangulaire sous les traverses latérales de la ceinture.

## Estampille
L’estampille, c’est-à-dire la signature ou marque de fabrique obligatoire depuis l’édit du parlement de Paris de 1637, fut vraiment en usage à partir de 1743. Il s’agissait d’une marque au fer à froid frappée à l’aide d’une massette. Celle de Pierre Nogaret servait également de marque publicitaire car elle portait en toutes lettres la référence au lieu de production : « NOGARET*A*LYON ». Elle était apposée sur une partie visible du siège comme sur la traverse arrière du châssis des sièges à dossier plat cannés. 
L’estampille de Pierre Nogaret a donné lieu à de multiples contrefaçons, qu’il est possible de déjouer aujourd’hui notamment grâce à la forme caractéristique des N et de l’Y de Lyon, dont la jambe se retourne sur la gauche à l’horizontale. 
Il existe désormais un logiciel d’attribution automatique qui aide à dissiper les doutes lorsque l’estampille n’est pas vraiment conforme à son modèle original ou lorsque certains traits morphologiques ou ornementaux paraissent peu compatibles avec la production connue du maître lyonnais. Or les fausses attributions et les estampilles apocryphes sont fort nombreuses.

## Confrères
On confond parfois la production de Pierre Nogaret avec celle de ses confrères, notamment lorsqu’un siège n’est pas estampillé. Ses confrères nous sont connus aujourd’hui par la présence de leur estampille, qui a permis de faire des recherches dans les registres paroissiaux et les minutes de notaires :   
- François Canot, Paris 1721 - Lyon 1786.
- Sébastien Carpantier, Francastel c. 1733 - Lyon 1813, reçu maître en 1770.
- Bernard Chelant, ? 1725 - Lyon 1796, reçu maître en 1750.
- Jean Nicolas Cheneaux, Noyant-la-Plaine 1734 - Lyon 1820, reçu maître par brevet en 1772.
- François Girard, Lyon c. 1713 - Lyon 1779, reçu maître en 1742.
- François Noël Geny, Paris 1731 - Lyon 1804, reçu maître par brevet en 1773
- Jean Godo, 1726 - 1758, reçu maître en 1751.
- François Gros, reçu maître en 1754.
- Martin Jardin, reçu maître en 1772 par brevet.
- François Lapierre, Monnetier-Mornex 1753 - Lyon 1823, reçu maître en 1784.
- Claude Levet, 1729 - 1774.
- Antoine Parmantier, Lyon 1772 - après 1815, fils de Nicolas Parmantier.
- Nicolas Parmantier, Xouaxange 1756 - Lyon 1815, reçu maître en 1768.

## Musées
- Musée Anne de Beaujeu (Maison Mantin), Moulins.
- Musée d’Art et d’histoire, Genève.
- Musée de Chaalis, Fontaine-Chaalis.
- Musée des Arts décoratifs, Paris.
- Musée du Louvre, Paris.
- Musée lyonnais des Arts décoratifs, Lyon.
- Musée Nissim de Camondo, Paris.
- Musées Gadagne, Lyon.